# Leptoiulus brentanus
Leptoiulus brentanus är en mångfotingart som beskrevs av Karl Wilhelm Verhoeff 1926. Leptoiulus brentanus ingår i släktet Leptoiulus och familjen kejsardubbelfotingar. Inga underarter finns listade i Catalogue of Life.